# Стра-Монтанара-Пјеве (Верона)
Стра-Монтанара-Пјеве је насеље у Италији у округу Верона, региону Венето.
Према процени из 2011. у насељу је живело 4514 становника. Насеље се налази на надморској висини од 54 м.